# Луканченков, Андрей Семёнович
Андре́й Семёнович Лука́нченков (род. 7 февраля 1986, Великие Луки, Псковская область) — российский футболист, защитник.

## Карьера

### Клубная
Футболом начал заниматься в 10 лет. Первый тренер — Владимир Николаевич Агафонов. Начинал профессиональную карьеру в клубах зоны «Запад» Второго дивизиона «Кривичи» и «Псков-2000».
Игрок клуба «Москва» с 2003 по 2010 год. Выступал преимущественно за дублирующий состав клуба (74 игры, 7 голов), за основной состав провёл 4 матча (1 в чемпионате и 3 в Кубке России). Четыре раза отдавался в аренду в различные клубы Первого дивизиона. Победитель первенства страны среди дублеров — 2004 (26, 4).
Сезон 2011/12 начал в качестве игрока основного состава «Спартака-Нальчик». В составе нальчан дебютировал 3 апреля 2011 года в матче с «Зенитом», выйдя на замену вместо Кантемира Берхамова. Закрепиться в составе команды Андрей не сумел и по окончании сезона покинул команду.
С 9 июля 2013 года — в составе клуба Второго дивизиона «Тосно».
В сезоне 2014/2015 играл за «Сатурн».
27 августа 2015 стало известно, что защитник перешёл в петербургское «Динамо». В 2017 году, будучи свободным агентом, пополнил состав брянского «Динамо», где стал капитаном команды. Впоследствии являлся участником скандала, связанного с подменой тестов на коронавирус работниками клуба. Летом вернулся в бывший клуб, пополнил состав клубе «Луки-Энергия».
В 2023-2024 годах числился в заявке «Уральца» — команды-участницы чемпионата Москвы среди ЛФК в рамках любительского первенства России.

### В сборной
Выступал за молодёжную сборную России, в составе которой провёл девять матчей.

## Статистика выступлений
| Клуб                 | Сезон            | Чемпионат | Чемпионат | Кубок | Кубок | Итого | Итого |
| Клуб                 | Сезон            | Игры      | Голы      | Игры  | Голы  | Игры  | Голы  |
| -------------------- | ---------------- | --------- | --------- | ----- | ----- | ----- | ----- |
| Кривичи              | 2001             | 11        | 0         | 0     | 0     | 11    | 0     |
| Псков-2000           | 2002             | 3         | 0         | 0     | 0     | 3     | 0     |
| Псков-2000           | 2003             | 2         | 0         | 0     | 0     | 2     | 0     |
| Псков-2000           | Итого            | 5         | 0         | 0     | 0     | 5     | 0     |
| Содовик              | 2006             | 3         | 0         | 0     | 0     | 3     | 0     |
| Москва               | 2006             | 1         | 0         | 1     | 0     | 2     | 0     |
| СКА (Ростов-на-Дону) | 2007             | 34        | 5         | 2     | 0     | 36    | 5     |
| Урал                 | 2008             | 15        | 0         | 1     | 0     | 16    | 0     |
| Носта                | 2009             | 24        | 1         | 0     | 0     | 24    | 1     |
| Авангард (Курск)     | 2010             | 23        | 0         | 1     | 0     | 24    | 0     |
| Спартак-Нальчик      | 2011/12          | 4         | 0         | 0     | 0     | 4     | 0     |
| Всего за карьеру     | Всего за карьеру | 120       | 6         | 5     | 0     | 125   | 6     |